# Acronema pseudotenera
Acronema pseudotenera là một loài thực vật có hoa trong họ Hoa tán. Loài này được P.K.Mukh. mô tả khoa học đầu tiên năm 1977.